# Atletica leggera ai Giochi della X Olimpiade
Ai Giochi della X Olimpiade di Los Angeles nel 1932 vennero assegnati 29 titoli in gare di atletica leggera, di cui 23 maschili e 6 femminili.
- Durata del programma: dal 31 luglio al 7 agosto 1932
- Nazioni partecipanti: 34. Fa il suo debutto olimpico la Cina[1]
- Numero di atleti iscritti: 386, di cui 332 uomini e 54 donne[1]. Rispetto alle edizioni precedenti dei Giochi, tutte le gare registrano un minor numero di iscritti, a causa della distanza e della crisi economica scoppiata nel 1929.
- Da questa edizione dei Giochi viene limitata la partecipazione ad un massimo di tre atleti di ciascuna nazione per specialità. La norma è tuttora in vigore.
- Sede delle gare: Los Angeles Memorial Coliseum di Los Angeles. Pista di 400 metri in tennisolite, 8 corsie sul rettilineo e 7 sull'anello. A detta dei tecnici, la pista è la più veloce tra tutte quelle realizzate per i Giochi Olimpici.
- I tempi sono ufficializzati al decimo di secondo.
- Ritorna la marcia nel programma olimpico, con il debutto della 50 km. D'ora in poi la marcia ai Giochi sarà sempre una gara di resistenza.
- Programma femminile: sono cancellati gli 800 metri. Vengono inseriti gli 80 ostacoli e il lancio del giavellotto. Prossimo ampliamento: 1948.
- Viene istituito il cerimoniale del podio, con la premiazione dei primi tre classificati, mentre salgono le bandiere nazionali e viene eseguito da una banda l'inno del Paese del vincitore.
- Fatto raro nella storia dei Giochi, il tempo fu bello per tutte le giornate di gare.
- Nell'atletica maschile: 8 nuovi record mondiali, 10 nuovi record olimpici
- Nell'atletica femminile: 4 nuovi record mondiali, 2 nuovi record olimpici

## Partecipazione
A Los Angeles la partecipazione scende da 40 (nelle due edizioni precedenti) a 34 nazioni:
| Paese            | Atleti |
| ---------------- | ------ |
| Argentina        | 11     |
| Australia        | 4      |
| Austria          | 2      |
| Brasile          | 19     |
| Canada           | 29     |
| Cecoslovacchia   | 3      |
| Cina             | 1      |
| Colombia         | 1      |
| Danimarca        | 2      |
| Estonia          | 1      |
| Filippine        | 1      |
| Finlandia        | 22     |
| Francia          | 12     |
| Germania         | 27     |
| Giappone         | 34     |
| Gran Bretagna    | 24     |
| Grecia           | 7      |
| Haiti            | 3      |
| India Britannica | 4      |
| Irlanda          | 4      |
| Italia           | 21     |
| Jugoslavia       | 1      |
| Lettonia         | 2      |
| Messico          | 25     |
| Norvegia         | 3      |
| Nuova Zelanda    | 6      |
| Paesi Bassi      | 7      |
| Polonia          | 7      |
| Portogallo       | 1      |
| Stati Uniti      | 82     |
| Sudafrica        | 4      |
| Svezia           | 9      |
| Svizzera         | 3      |
| Ungheria         | 5      |

Rispetto ad Amsterdam 1928 si contano, nell'atletica leggera:
- 9 defezioni: Belgio, Cile, Cuba, Lituania, Lussemburgo, Monaco, Romania, Spagna e Turchia.
- 2 nuove partecipazioni: Cina (che iscrive un unico atleta, il velocista Liu Changchun) e Colombia.
- 1 ritorno: Brasile.

## Il punto tecnico
Il sistema di misura è quello decimale ma, nonostante ciò, tutte le prestazioni dei concorsi vengono misurate e comunicate al pubblico secondo il Sistema consuetudinario statunitense.
Il cronometraggio è manuale e passa definitivamente (dopo l'unico precedente di Stoccolma 1912) al decimo di secondo. Per la prima volta viene affidato a una società privata, la Omega, la quale fornisce al comitato organizzatore trenta cronometri, tutti testati e provvisti del certificato ufficiale richiesto dalla IAAF. L'ufficializzazione dei tempi è allargata ai primi tre classificati (almeno). È un progresso significativo, visto che dal 1896 era stato ufficializzato solo il tempo del vincitore, con l'eccezione di Stoccolma 1912 (i primi tre).
A Los Angeles viene impiegato uno strumento per fotografare gli arrivi più avanzato di quello usato nel 1920 ad Anversa. Si chiama "Kirby Photo-electric timer” dal nome del suo inventore, lo statunitense Gustavus Kirby, ex giudice arbitro (era presente a Saint Louis 1904) e futuro dirigente di atletica.
La macchina, che diviene nota col nome di Kirby two-eyes camera, svolge funzioni di fotofinish, oltre che di cronometraggio elettrico:
- stabilisce la giusta corrispondenza tra la registrazione continua, su pellicola, del passaggio degli atleti sul traguardo e l'indicazione del tempo che scorre dallo sparo dello starter, in modo da aiutare i giudici a stabilire il corretto ordine d'arrivo delle gare;
- rileva inoltre i tempi al centesimo di secondo. I tempi elettrici però non vengono divulgati alla stampa: i tabulati, infatti, rimangono tra la documentazione riservata e non accessibile al pubblico.

Ai Giochi di Los Angeles la Kirby two-eyes camera aiuta i giudici a decidere il contestato ordine d'arrivo dei 100 metri maschili.
Debutta anche il tabellone segnaletico esposto nello stadio: il pubblico può così leggere i risultati delle gare appena dopo la loro conclusione.

## Nuove norme
Viene introdotta la nuova regola sulle false partenze che rimarrà in vigore svariati decenni e che prevede l'ammonizione per la prima falsa partenza e la squalifica dell'atleta dopo la seconda.
La IAAF non riconosce ancora l'uso dei blocchi di partenza (inventati nel 1927), considerandoli un aiuto materiale. Pertanto i record eventualmente fatti con partenza dai blocchi non sono omologabili. Soltanto nel 1938 la Federazione mondiale abbandonerà le sue riserve e ufficializzerà l'uso dei blocchi. La decisione non avrà comunque effetto retroattivo.
La marcia ritorna ai Giochi solo come gara di resistenza perché il CIO ritiene che nelle gare di lunga lena lo stile degli atleti sia più corretto.

## Medagliere
| Posizione | Paese          |    |    |    | Totale |
| --------- | -------------- | -- | -- | -- | ------ |
| 1         | Stati Uniti    | 16 | 13 | 6  | 35     |
| 2         | Finlandia      | 3  | 4  | 4  | 11     |
| 3         | Gran Bretagna  | 2  | 4  | 2  | 8      |
| 4         | Polonia        | 2  | 0  | 1  | 3      |
| 5         | Irlanda        | 2  | 0  | 0  | 2      |
| 6         | Canada         | 1  | 3  | 5  | 9      |
| 7         | Giappone       | 1  | 1  | 2  | 4      |
| 8         | Italia         | 1  | 0  | 2  | 3      |
| 9         | Argentina      | 1  | 0  | 0  | 1      |
| 10        | Germania       | 0  | 2  | 3  | 5      |
| 11        | Lettonia       | 0  | 1  | 0  | 1      |
| 11        | Svezia         | 0  | 1  | 0  | 1      |
| 13        | Francia        | 0  | 0  | 1  | 1      |
| 13        | Filippine      | 0  | 0  | 1  | 1      |
| 13        | Sudafrica      | 0  | 0  | 1  | 1      |
| 13        | Cecoslovacchia | 0  | 0  | 1  | 1      |
| Totale    | Totale         | 29 | 29 | 29 | 87     |